# Стависки
Стависки (пол. Stawiski) — город в Польше, входит в Подляское воеводство, Кольненский повят. Имеет статус городско-сельской гмины. Занимает площадь 13,28 км². Население — 2450 человек (на 2004 год).
Город известен, как место рождения известного шахматиста Акибы Рубинштейна.